# USS Nassau (LHA-4)
El USS Nassau (LHA-4) era un buque de asalto anfibio de la clase Tarawa que perteneció a la Armada de Estados Unidos, fue nombrado en honor de la batalla de Nassau. 
Fue puesto en grada el 13 de enero de 1973 Fue puesto en grada el 5 de marzo de 1973 en los astilleros de Ingalls Shipbuilding, Pascagoula, Misisipi, fue botado el 21 de enero de 1978 y asignado el 28 de julio de 1979. Fue dado de baja el 23 de marzo de 2011 y desguazado en 2021.

## Historia

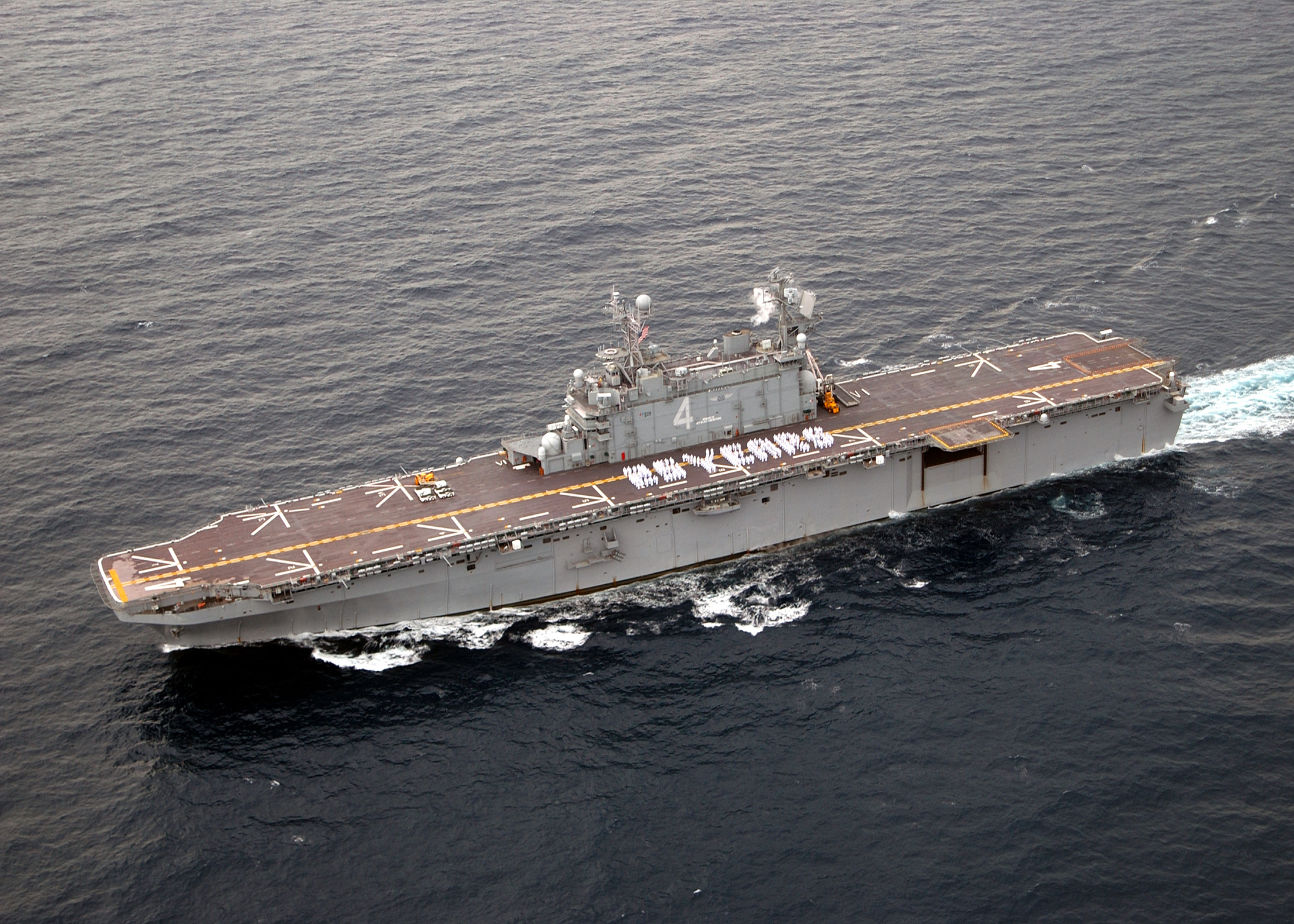
USS Nassau navegando en el año 2004

En febrero de 1984, menos de cuatro meses después de los atentados a los cuarteles de los marines, fue enviado a Beirut con la 24.ª Unidad Anfibia de Marines.
El USS Nassau fue desplegado durante ocho meses en apoyo de las operaciones Escudo del desierto/Tormenta del Desierto, durante ese despliegue fue el buque insignia de la Task Force.
A lo largo del decenio de 1990 participó en las operaciones Deny Flight, Allied force.
El USS Nassau fue enviado a Galveston, para colaborar en la ayuda de la población y la limpieza a raíz de la devastación causada por el Huracán Ike.
El 21 de enero de 2010 el buque fue enviado a Haití, para colaborar en las labores de ayuda humanitaria como consecuencia de la devastación sufrida por un terremoto.